# مدال لینه‌ای

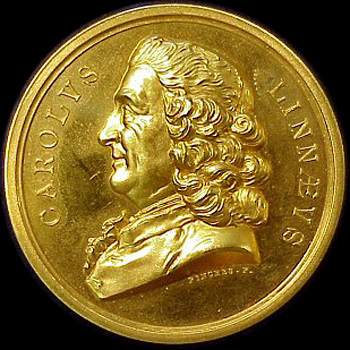
مدال لینه‌ای. نام برنده جایزه در آن سوی مدال حک میشود

مدال لینه‌ای (انگلیسی: Linnean Medal) توسط انجمن لینه‌ای‌های لندن در سال ۱۸۸۸ پایه‌گذاری شد و سالانه به نوبت به یک گیاه‌شناس یا جانوشناس اهدا می‌شد یا (بر اساس آنچه از سال ۱۹۵۸ مرسوم شده) به هرکدام از آن دو تخصص در همان سال مدال اهدا می‌شود.
حکاک این مدال چارلز اندرسون، عضوی از انجمن لینه‌ای‌ها از ۱۸۸۲، بود. در جلوی مدال تمثیلی از لینه با حکاکی نامش کارل لینه ("Carolus Linnaeus") قرار دارد  و در پشت آن عبارت لاتین «Societas Linnaeana optime merenti» نوشته شده به همراه یک فضای بیضوی خالی تعیبیه شده برای جای‌گیری نام برنده.